# Going My Way (série télévisée)
Pour le film, voir Going My Way.
Going My Way est une série télévisée américaine produite et diffusée en 1962 et 1963. Mettant en vedette le danseur et acteur Gene Kelly, elle est basée sur le film du même nom de 1944 avec Bing Crosby, qui remporta un grand succès.

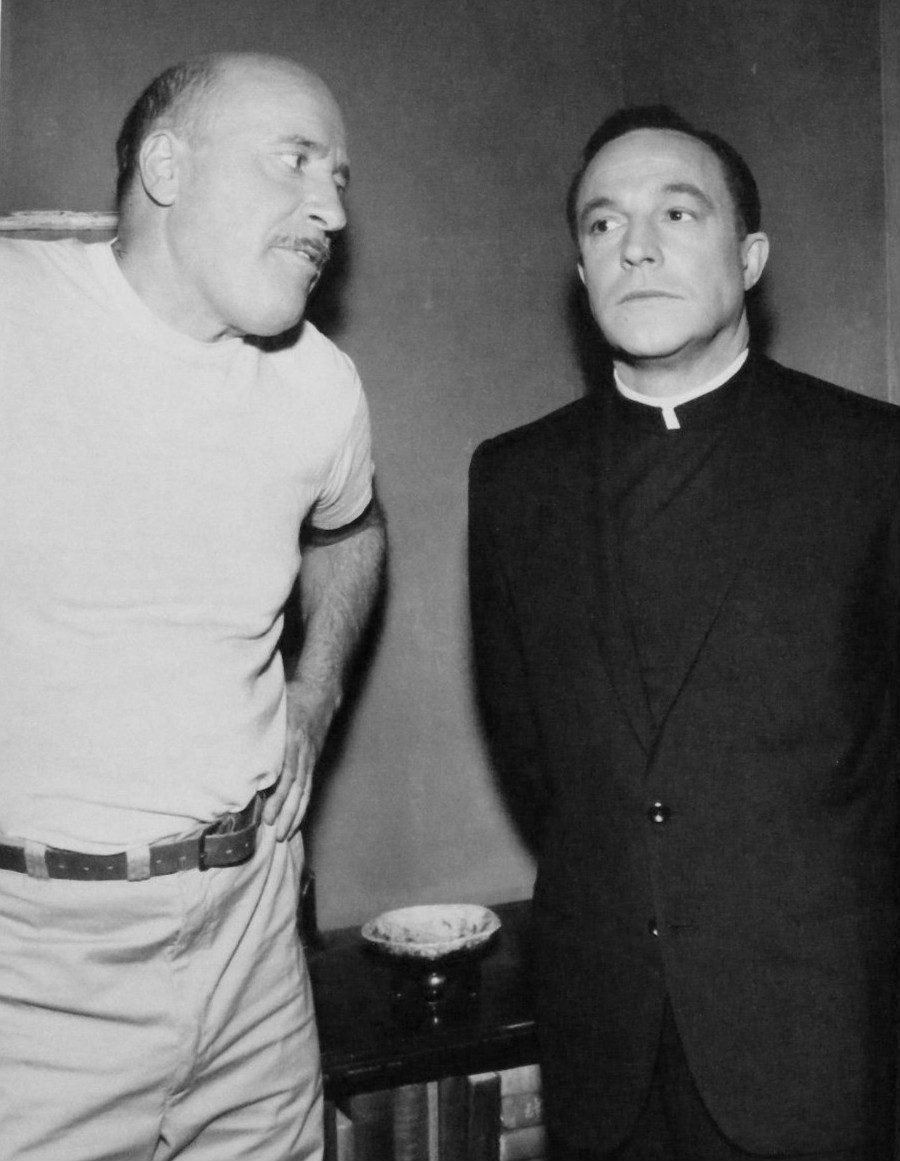
Fred Clark et Gene Kelly dans l'épisode "A Matter of Principle" (1962)

La série est diffusée par le réseau de télévision ABC.
Going My Way est annulée après une saison de 30 épisodes.